# Svartnande äggsvamp
Svartnande äggsvamp (Bovista nigrescens) är en svampart som beskrevs av Christiaan Hendrik Persoon 1794. Enligt Catalogue of Life ingår Svartnande äggsvamp i släktet äggsvampar,  och familjen Agaricaceae, men enligt Dyntaxa är tillhörigheten istället släktet äggsvampar,  och familjen röksvampar. Arten är reproducerande i Sverige. Inga underarter finns listade. Inom folkmedicin har den ansetts ha läkande egenskaper.

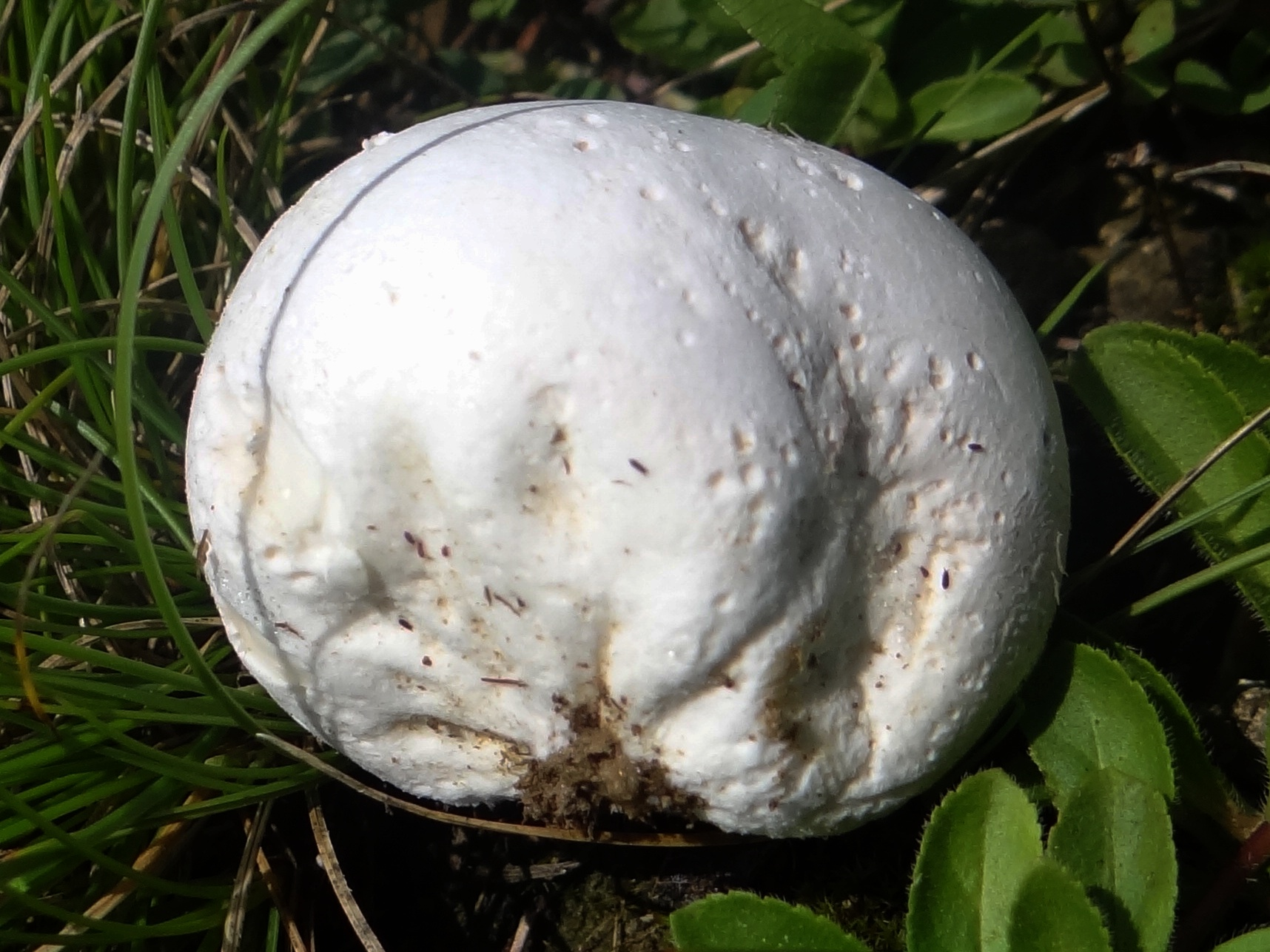
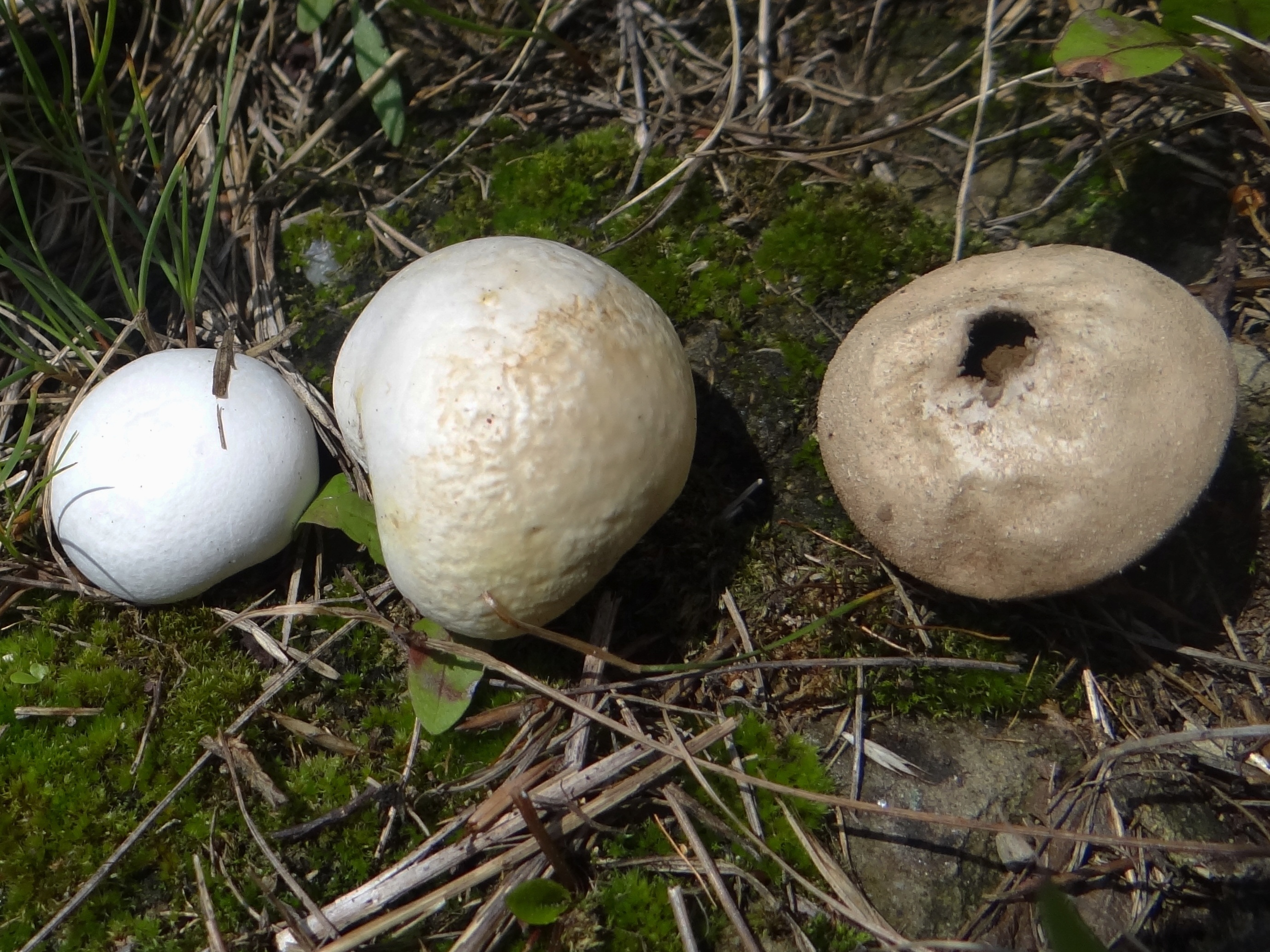
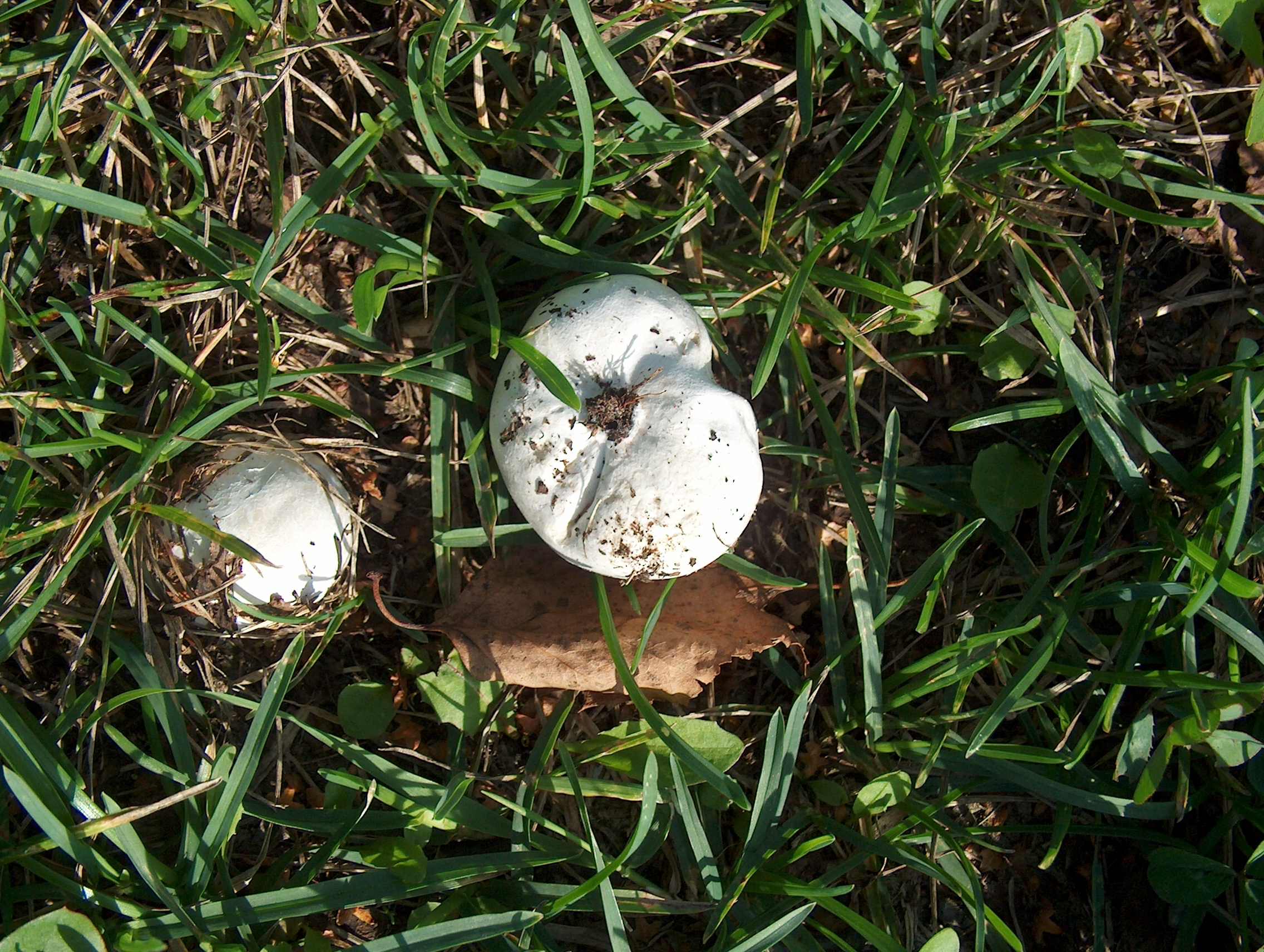
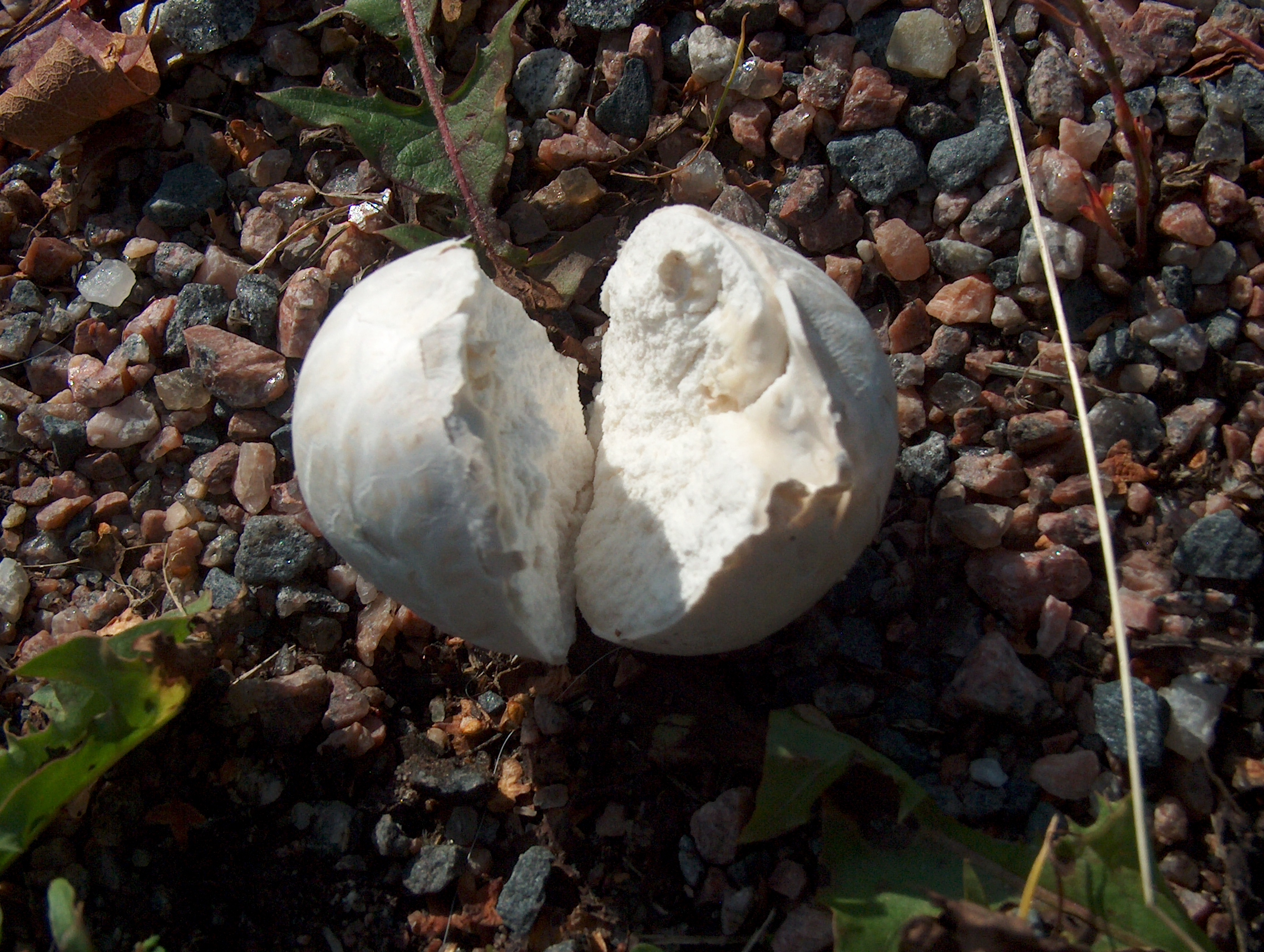